# Ali Hewson

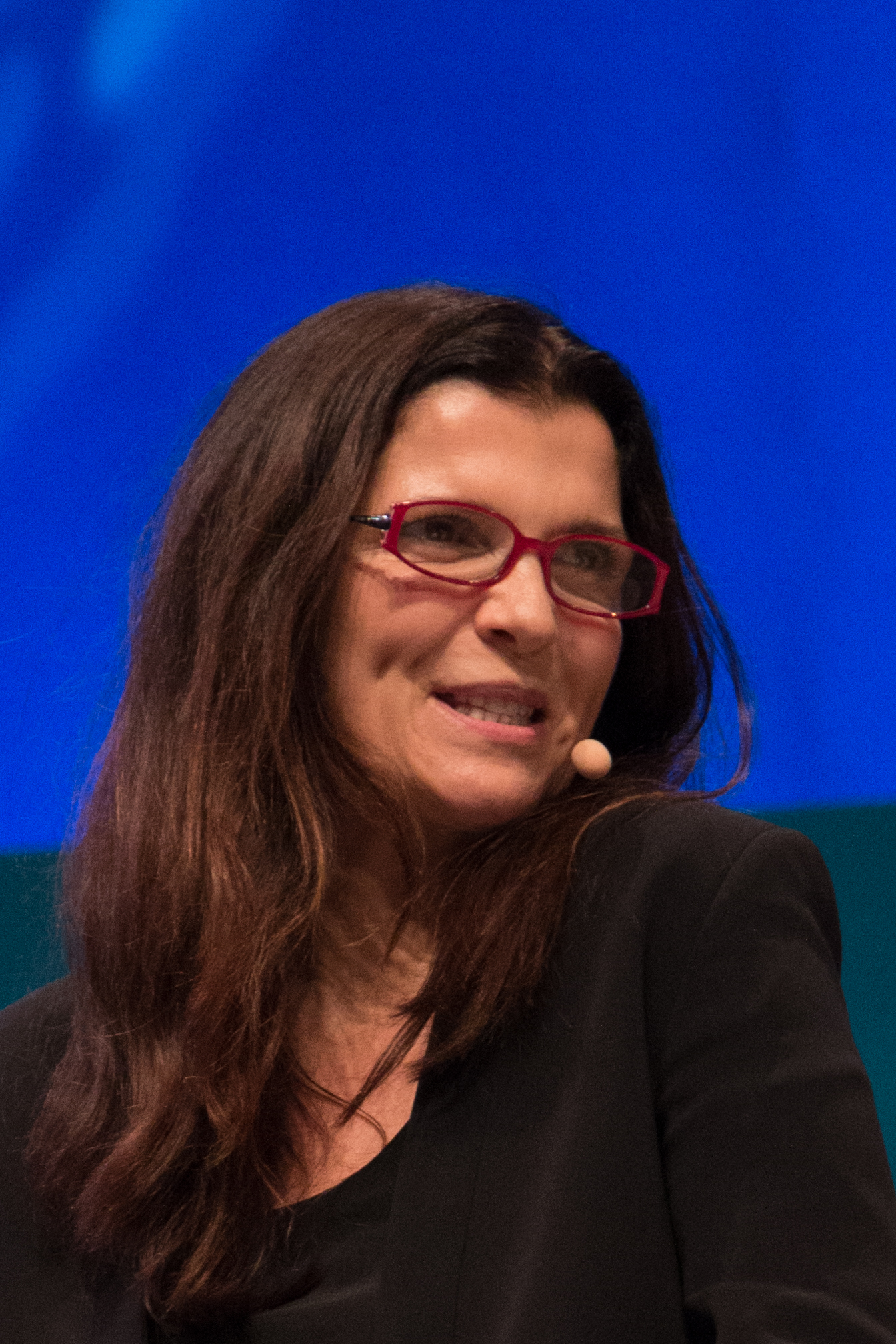
Alison Hewson (2014)

Alison Hewson z domu Stewart (ur. 23 marca 1961) – irlandzka aktywistka. Żona Bono, lidera grupy U2. 

## Życiorys
Jest córką Terry'ego i Joy Stewartów. Uczyła się w Mount Temple Comprehensive School w Dublinie, gdzie poznała Bono, z którym zaczęła się spotykać w listopadzie 1975. Wzięli ślub 31 sierpnia 1982 i mają czworo dzieci. Mieszkają w Killiney w Dublinie, mają też mieszkanie na Manhattanie. Początkowo chciała zostać pielęgniarką, jednak porzuciła plany na rzecz rodziny. Zaraz po narodzinach pierwszej córki w 1989 zdobyła licencjat z socjologii i politologii na University College Dublin.
Jest założycielką EDUN, firmy produkującej odzież, która opiera się na Sprawiedliwym Handlu z krajami Trzeciego Świata. Jest patronką Chernobyl Children's Project International, organizacji popieranej przez ONZ, która zajmuje się pomocą ofiarom katastrofy w Czarnobylu. Była narratorką irlandzkiego filmu Black Wind, White Land, który opowiadał o skutkach tej katastrofy. Poza własną pracą, wraz z mężem często bierze udział w różnych aktywistycznych akcjach, takich jak kampania przeciwko ubóstwu Trzeciego Świata. Piosenka U2 „The Sweetest Thing” została napisana z myślą o Hewson po tym, jak Bono zapomniał o jej urodzinach. Żona artysty wystąpiła w teledysku do utworu i zadecydowała o przeznaczeniu dochodów ze sprzedaży singla na Chernobyl Children's Project International. Hewson jest również bohaterką piosenki U2 „All I Want Is You”.